# Thagria multispiculata
Thagria multispiculata är en insektsart som beskrevs av Nielson 1977. Thagria multispiculata ingår i släktet Thagria och familjen dvärgstritar. Inga underarter finns listade i Catalogue of Life.